# Hala (budownictwo)

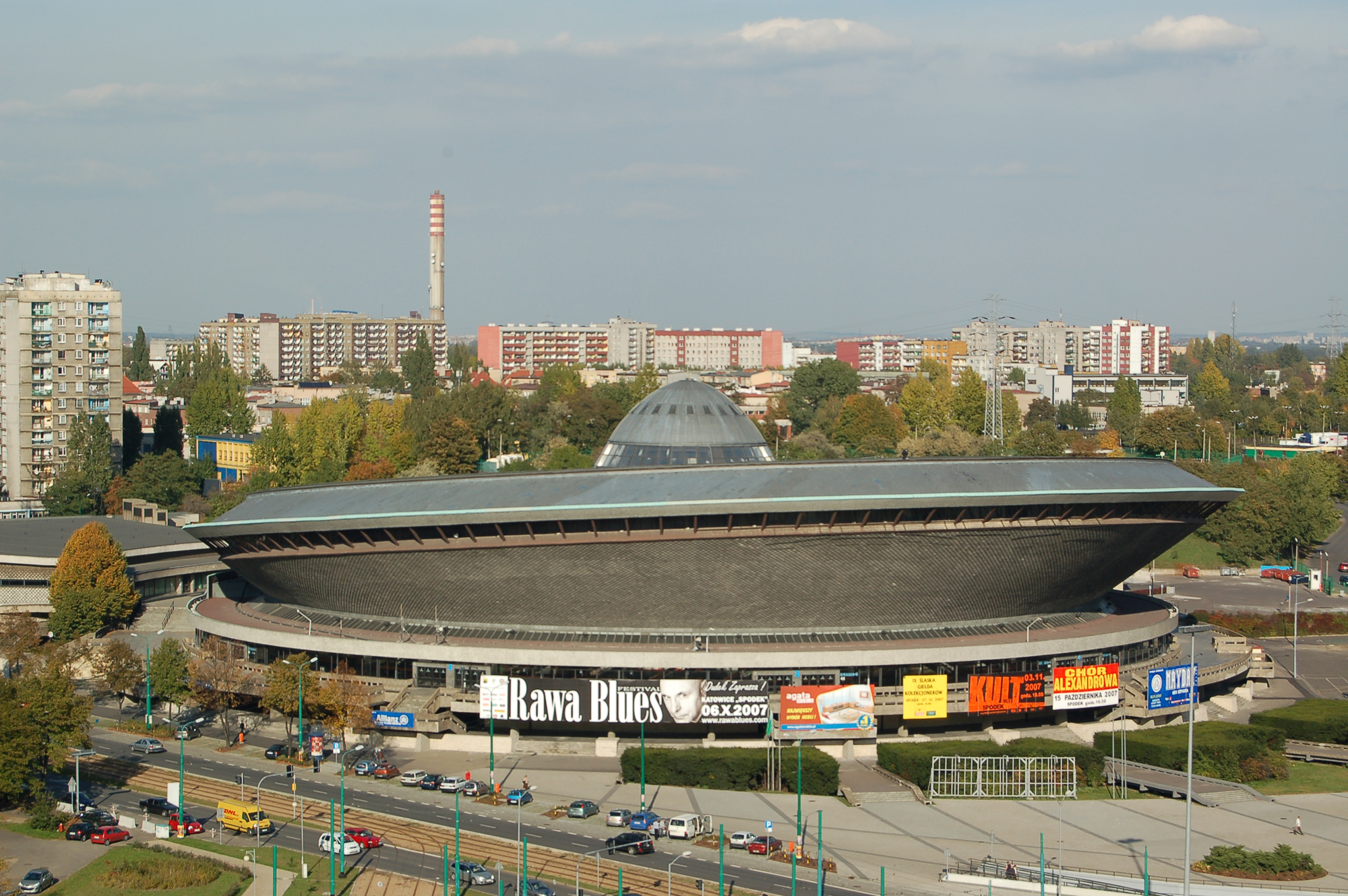
Hala widowiskowo-sportowa Spodek w Katowicach

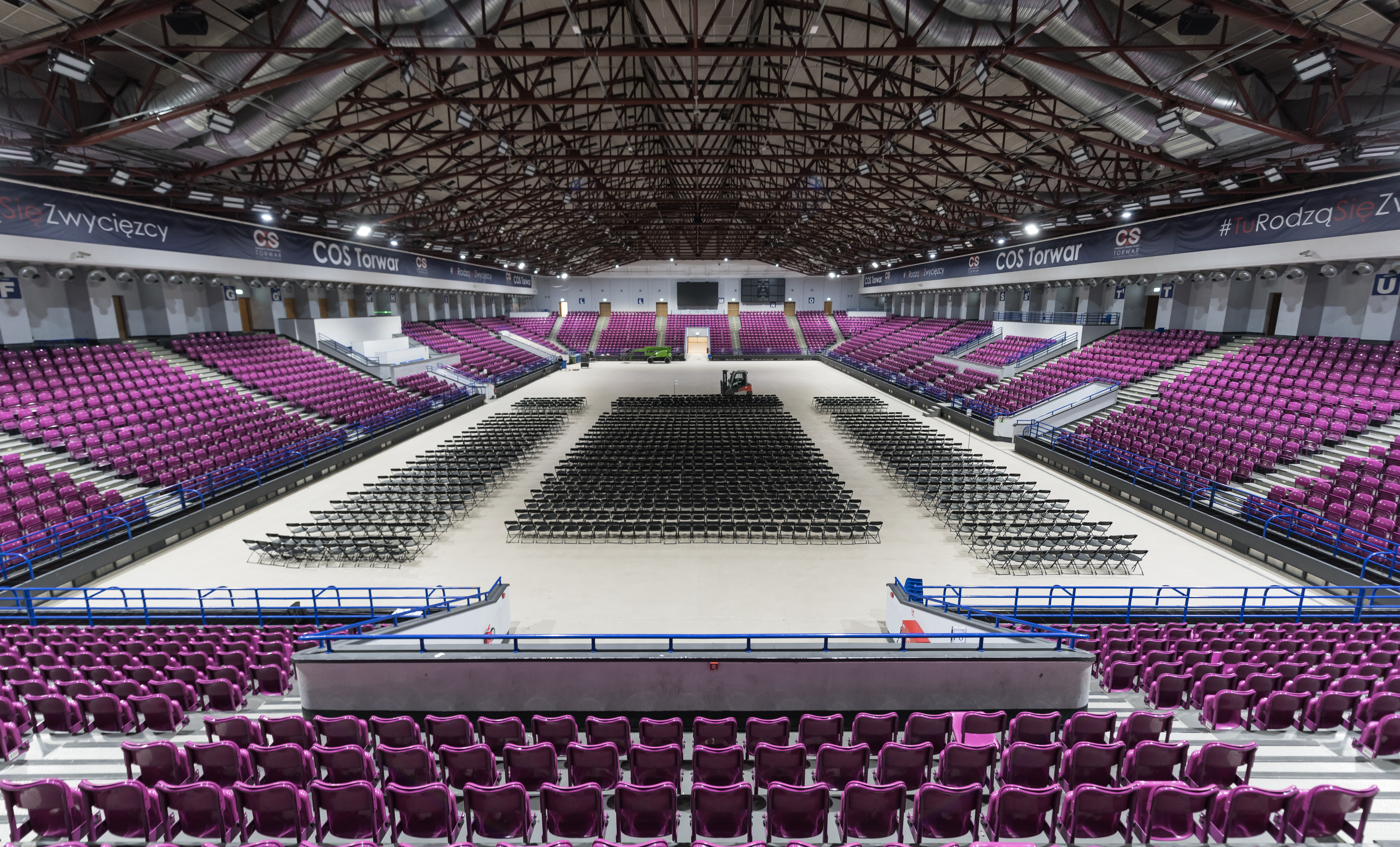
Hala Torwar w Warszawie

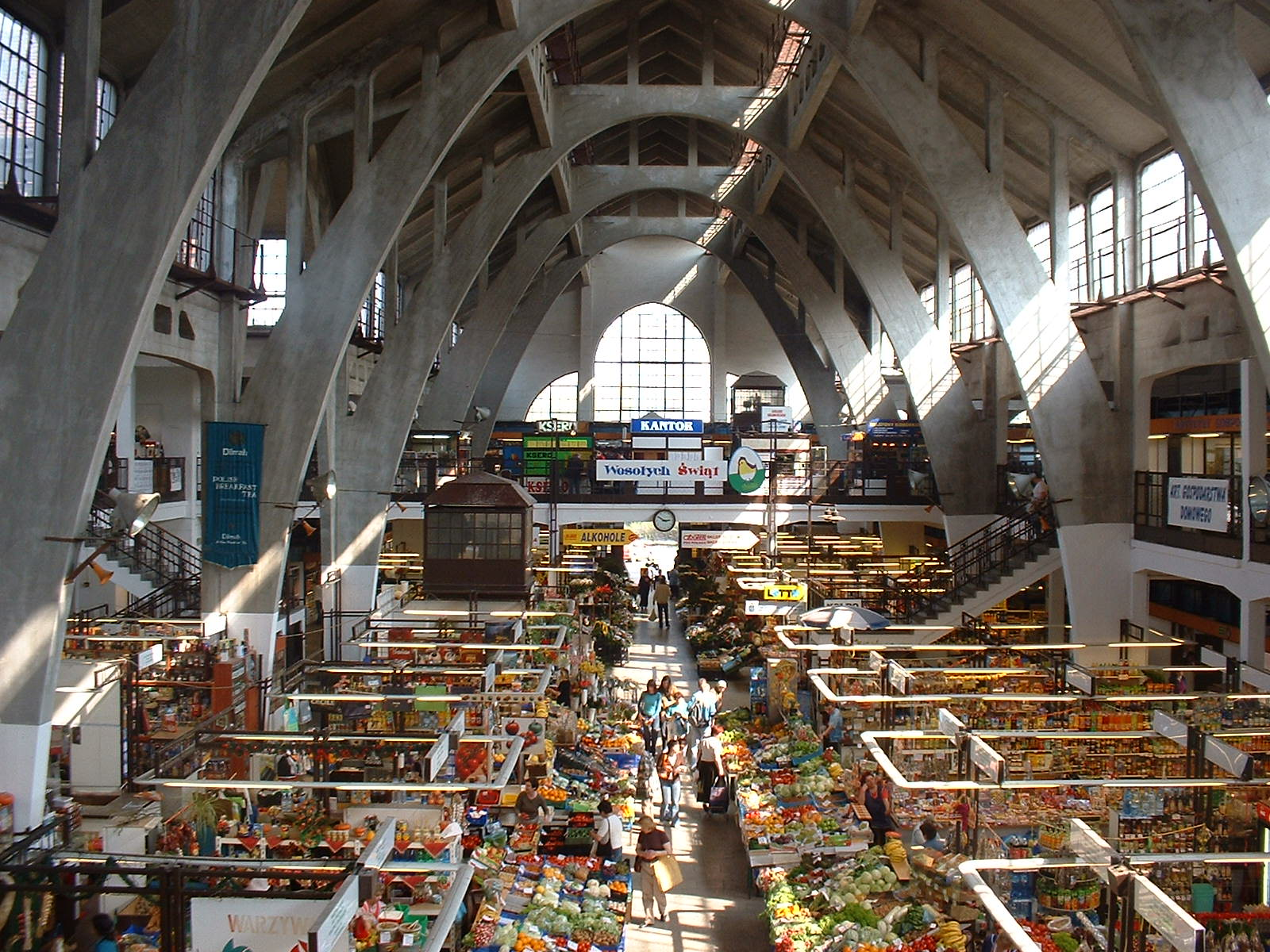
Wnętrze hali targowej we Wrocławiu

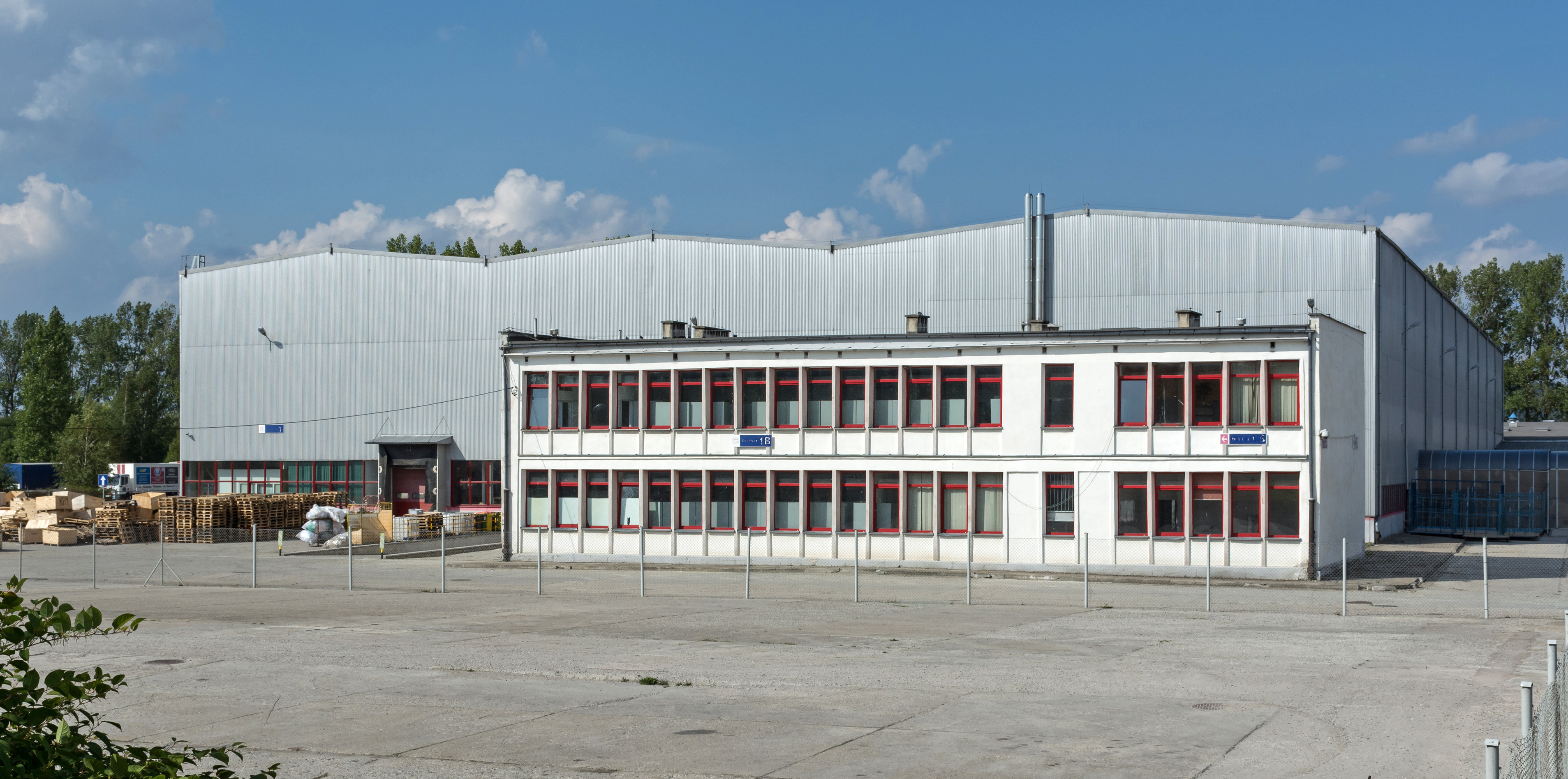
Hala produkcyjna zakładu Steinhoff International Holdings w Kłodzku

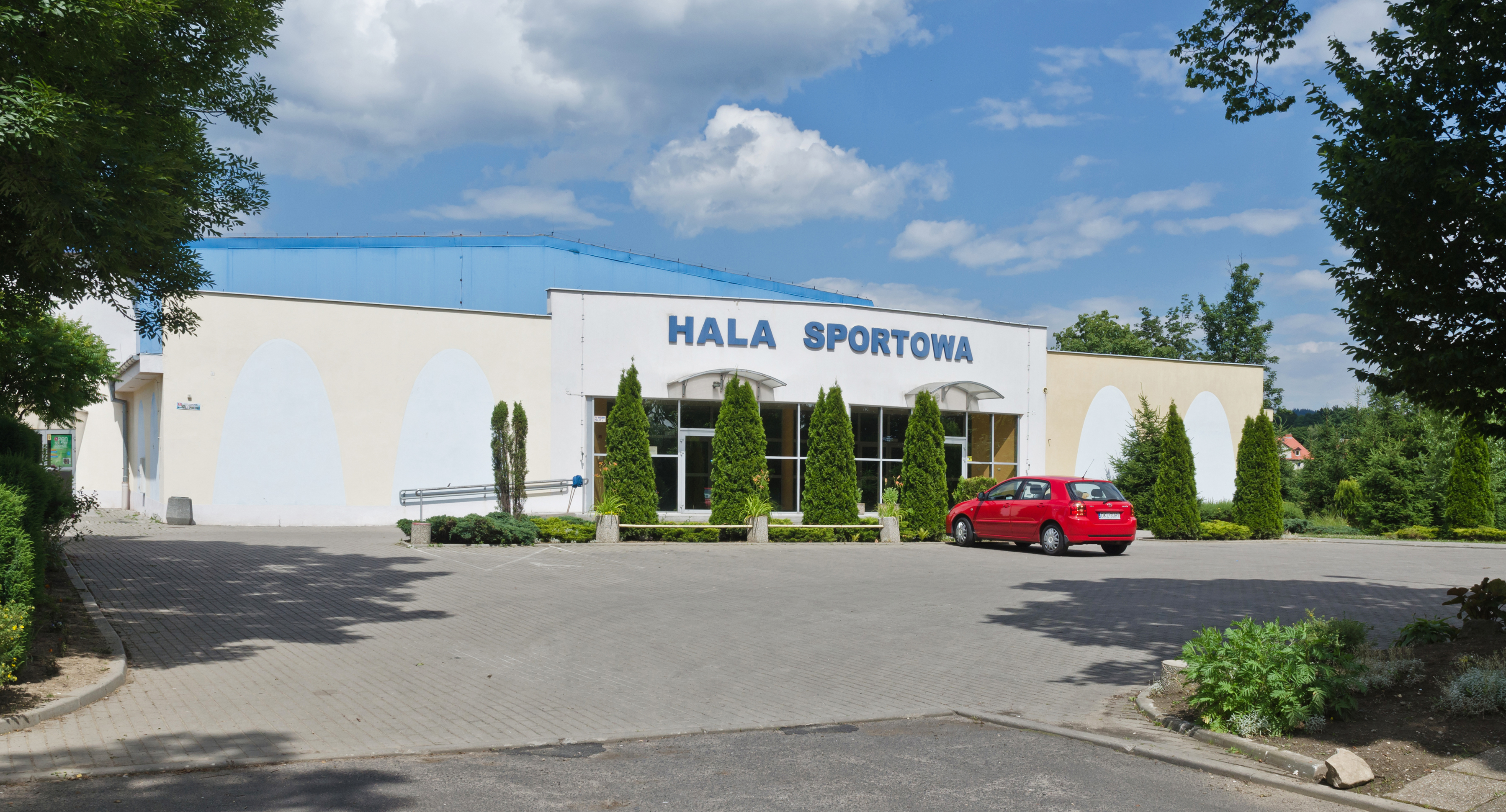
Mała hala sportowa w Kłodzku

Hala – duże (pod względem kubatury), przestronne pomieszczenie albo budynek o podziale nawowym, zwykle jednokondygnacyjny. W zależności od przeznaczenia może pełnić różne funkcje.

## Hale przemysłowe
Hale przemysłowe, fabryczne – pomieszczenia lub budynki przeznaczone na cele produkcyjne, magazynowe itp. Budowane najczęściej jako konstrukcja szkieletowa jedno- lub wielonawowa. Z halą przemysłową związane są także biura, pomieszczenia socjalne (np. szatnie, umywalnie itp.). Te pomieszczenia mogą znajdować się wewnątrz hali (np. na i pod antresolą), albo w budynku przylegającym do hali.

## Hale handlowe lub targowe
Budowane jako pomieszczenie wielonawowe, o równej wysokości naw albo jedno, przestronne pomieszczenie.

## Hale widowiskowe i sportowe
Hala tego rodzaju, jest to najczęściej budynek o zwartej formie konstrukcyjnej. Zawiera w sobie pomieszczenie (halę), w którym umieszczone są miejsca dla widzów (widownię), powierzchnia, na której odbywają się zawody sportowe (np. boisko), występy artystyczne itp. Najczęściej pod widownią ustawioną amfiteatralnie umieszcza się szatnie, natryski i inne pomieszczenia związane z pełnioną przez budynek funkcją. Konstrukcja takiego budynku, to najczęściej szkielet z ciekawie rozwiązanym dachem.

### Hale wielofunkcyjne
Termin  hala wielofunkcyjna jest szczególnie rozpowszechniony w języku niemieckim, używany w prawodawstwie. Pomimo tego, że hala wielofunkcyjna nie zawiera w swojej definicji bezpośredniej wzmianki o przeznaczeniu sportowym, często stanowi określenie obiektu, który w języku polskim nazywany jest halą sportową lub halą sportowo-widowiskową.
Przykładem hali, w odniesieniu do której użyto równolegle wszystkich trzech określeń, jest Hala wielofunkcyjna Centralnego Ośrodka Sportu – Ośrodek Przygotowań Olimpijskich w Zakopanem.
Część obiektów będących halami wielofunkcyjnymi zawiera w swojej nazwie odniesienie do areny. Do nich należy między innymi hala Arena w Poznaniu oraz Tauron Arena Kraków.

## Hale namiotowe
Hale namiotowe – obiekty całoroczne z konstrukcją: aluminiową, stalową lub z płyt PCW. Są dobrym i trwałym odpowiednikiem hal budowlanych. Wykorzystywane są jako:
- pomieszczenia magazynowe,
- hale przemysłowe
- namioty imprezowe
- namioty sportowe
- hale pod ujeżdżalnie.

Są tańszą wersją hal murowanych. W zależności od przeznaczenia stawiane są wersje jedno lub wielonawowe. Mogą być całoroczne lub sezonowe. Wykonane z konstrukcji stalowych odporne są na opady śniegu oraz deszczu.